# Hersilia floralis
Hersilia floralis là một loài ruồi trong họ Tachinidae.